# Петросян Леонард Георгійович
Леона́рд Гео́ргійович Петрося́н (вірм. Լեոնարդ Գեորգիի Պետրոսյան; 13 жовтня 1953, Мартуні, НКАО, Азербайджанська РСР — 27 жовтня 1999, Єреван, Вірменія) — державний та військовий діяч Республіки Вірменія і невизнаної Нагірно-Карабаської Республіки.

## Біографія
З 1961 по 1971 рік навчався у середній школі в Мартуні, після чого з 1971 по 1973 рік проходив строкову службу в лавах Радянської армії.
З 1973 по 1974 рік навчався у Єреванському комерційному інституті (московський філіал), у 1979 році закінчив Єреванський інститут народного господарства за спеціальністю «економіст».
З 1975 по 1988 рік працював у системі громадського харчування Мартунінського району, на винзаводі Геворгавану, в райкомі Мартуні.
З 1988 по 1991 рік був заступником, а згодом — головою Агропромислового комітету. Брав участь у карабаському русі.
З 1991 по 1992 рік виконував обов'язки голови виконкому Ради народних депутатів НКР, з вересня 1991 року обраний головою обласної ради НКАО.
З 1992 по 1994 рік працював заступником, а потім начальником держуправління спеціальних програм Вірменії, був членом уряду Вірменії.
З 1994 по 1998 рік обіймав посаду прем'єр-міністра невизнаної НКР, бувши прем'єр-міністром НКР, з 20 березня по 8 вересня 1997 року виконував обов'язки виконував обов'язки Президента НКР.
З 1998 по 1999 рік — заступник міністра оборони Вірменії, з червня по жовтень 1999 року обіймав посаду міністра з оперативних питань Вірменії.
27 жовтня 1999 року загинув внаслідок теракту в парламенті Вірменії.

## Нагороди
Кавалер Ордена Бойового Хреста I ступеня (1999).